# Tuiskon Ziller
Tuiskon Ziller (* 22. Dezember 1817 in Wasungen (Sachsen-Meiningen); † 20. April 1882 in Leipzig) war ein deutscher Philosoph und Pädagoge (Herbartianer).

## Leben
Ziller, geboren als Sohn eines Lehrers und späteren Pfarrers, studierte in Leipzig Philologie, wirkte einige Jahre als Gymnasiallehrer, bezog nochmals die Universität Leipzig zum Studium vor allem der Rechte, habilitierte sich auch 1853 daselbst als juristischer Privatdozent, begann aber schon 1854 über Pädagogik zu lesen, um sich fortan dieser ausschließlich zu widmen. 1861 gründete er ein pädagogisches Seminar, dem er 1862 mit Hilfe eines Vereins von Schulfreunden eine Übungsschule zufügte. 1864 wurde er zum außerordentlichen Professor ernannt. Ziller war eine führende Figur des Herbartianismus und ab 1868 Gründungsvorsitzender des Vereins für Wissenschaftliche Pädagogik.
Die Zillerstraße im Leipziger Stadtteil Reudnitz-Thonberg ist nach ihm benannt.

## Schriften
- Einleitung in die allgemeine Pädagogik (Leipzig 1856)
- Die Regierung der Kinder (Leipzig 1857)
- Grundlegung zur Lehre vom ergehenden Unterricht (Leipzig 1865, 2. Aufl. 1884)
- Herbartische Reliquien (Leipzig 1871)
- Vorlesungen über allgemeine Pädagogik (Leipzig 1876, 2. Aufl. 1884)
- Allgemeine philosophische Ethik (Leipzig 1880, 2.Aust. 18?6)

Von 1860 bis 1865 gab er mit Friedrich Heinrich Theodor Allihn (1811–1885) die Zeitschrift für exakte Philosophie (Köthen), von 1865 an mit Ludwig Friedrich Georg Ballauf (1817–1905) die Monatsblätter für wissenschaftliche Pädagogik (Leipzig) heraus. An Stelle der letzteren trat seit 1868 das Jahrbuch des Vereins für wissenschaftliche Pädagogik.